# Хитрово (Узловский район)
Хитрово — деревня в Узловском районе Тульской области России.
В рамках административно-территориального устройства относится к Хитровской сельской администрации Узловского района, в рамках организации местного самоуправления входит в сельское поселение Шахтёрское.

## География
Расположена на реке Рассошка, в 3 км к западу от железнодорожной станции Узловая I (города Узловая).
На востоке примыкает к селу Супонь — центру Хитровской сельской администрации.

## Население
| 2002 | 2010 |
| ---- | ---- |
| 191  | ↘176 |

Население — 176 чел. (2010). 